# Houck, Arizona
Houck, Arizona (енгл. Houck) насељено је место без административног статуса у америчкој савезној држави Аризона.

## Демографија
По попису из 2010. године број становника је 1.024, што је 63 (-5,8%) становника мање него 2000. године.
| Група             | 2000.     | 2010.     |
| Белци             | 23 (2,1%) | 12 (1,2%) |
| Афроамериканци    | 1 (0,1%)  | 0 (0,0%)  |
| Азијати           | 1 (0,1%)  | 1 (0,1%)  |
| Хиспаноамериканци | 11 (1,0%) | 20 (2,0%) |
| Укупно            | 1.087     | 1.024     |